# Sofia Börjesson
Sofia Börjesson (nacida el 28 de abril de 1964) es profesora (cátedra) en el Departamento de Gestión Tecnológica en la Universidad Tecnológica de Chalmers en Gotemburgo, Suecia. Su campo de investigación académica se centra en cuestiones sobre cómo las organizaciones grandes y maduras cambian y se desarrollan, con un enfoque en la gestión del trabajo de innovación. Trabaja en la aplicación de la innovación como una transformación organizacional, particularmente en el contexto de la innovación en modelos de negocio. Utiliza métodos cualitativos, a menudo métodos de investigación colaborativa, cooperando con socios industriales con la intención de crear conocimientos aplicables. Ha publicado su trabajo en revistas como R&D Management, Journal of Change Management, Int. J. Operations and Production Management, Technovation y Creativity and Innovation Management.

## Educación
Sofia obtuvo su título de máster en Ingeniería Mecánica en la Universidad Tecnológica de Chalmers en 1988. En 1990, obtuvo el grado de Licenciado en el departamento de Gestión Tecnológica y Economía en la misma universidad, con el título “Prerequisites for alternative working hours in an FMS”. Siete años después, recibió su doctorado, también en la Universidad Tecnológica de Chalmers, con su tesis titulada “An Analysis of two Approaches to Improvement in the Engineering Industry. Comments on FMS and ABC/ABM”.

## Empleo
Después de sus estudios doctorales, trabajó como investigadora sénior en el Programa de Investigación FENIX. Este programa, que comenzó en 1997 y finalizó en 2006, fue un programa de investigación nacional que ofreció un programa de Doctorado Ejecutivo. Fue dirigido por una colaboración entre la Universidad de Chalmers y la Escuela de Economía de Estocolmo junto con cuatro empresas asociadas: AstraZeneca, Ericsson, Telia y Volvo Cars. FENIX tenía como objetivo construir puentes entre la academia y la industria a través de la investigación colaborativa en el campo de la investigación en gestión. Cuando el programa terminó, Sofia fue reclutada para ser Directora del CBI (Centro para la Innovación Empresarial, 2007–2016). El CBI era un centro de investigación en el campo de la Gestión de la Innovación; allí, grandes y pequeñas empresas abordaron sus desafíos de innovación, nuevamente con un enfoque de investigación colaborativa.
Desde 1999, ha ocupado diversos cargos de gestión en Chalmers, como vicedecana en el Departamento de Gestión Tecnológica y Economía y Jefa de Divisiones, primero en Gestión de Proyectos, seguida de Gestión de Innovación y, recientemente, Jefa de la División de Gestión de Innovación y I+D, en total durante más de 15 años. En sus años afiliada a la academia, ha realizado principalmente investigación colaborativa en la que se abordan cuestiones sobre el cambio y desarrollo de las empresas con enfoque en la gestión del trabajo de innovación. A lo largo de los años, ha adquirido una amplia y sólida experiencia en supervisión de investigación y liderazgo con partes interesadas tanto industriales como académicas. Actualmente enseña en la Escuela de Doctorado del Departamento y en cursos del programa de máster en Gestión y Economía de la Innovación (MEI).

## Membresías
- Miembro electo de la Real Academia Sueca de Ciencias de la Ingeniería, desde noviembre de 2012.
- Miembro de la Junta, vicepresidente de la División VI de la Real Academia Sueca de Ciencias de la Ingeniería (IVA), entre 2015 y 2018.
- Miembro de la Junta de Investigación Estratégica de RISE desde 2016.
- Miembro de la Junta, Vicepresidente, Región Oeste, de la Real Academia Sueca de Ciencias de la Ingeniería desde 2017.
- Miembro de la Junta, Viktoria Swedish ICT/RISE, entre 2016 y 2018.

## Publicaciones (selección)
- Working with concepts in the fuzzy front end: exploring the context for innovation for different types of concepts at Volvo Cars.[2]
- Developing Innovation Capabilities: A Longitudinal Study of a Project at Volvo Cars.[3]
- Innovative scanning experiences from an idea generation project at Volvo Cars.[4]
- The challenges of innovation capability building: Learning from longitudinal studies of innovation efforts at Renault and Volvo Cars. [5]